# Przejściowce
Przejściowce, ganoidy kostne, kostołuskie, pełnokostne (Holostei) – infragromada ryb promieniopłetwych obejmująca rzędy ryb, u których zachowały się prymitywne cechy budowy.
Pierwsze przejściowce pojawiły się w późnym permie, a okres rozkwitu przechodziły w mezozoiku. Od nich wywodzą się Teleostei stanowiące większość współcześnie żyjących ryb. Przejściowce pierwotnie zasiedlały wody słone i słodkie, obecnie żyją wyłącznie w wodach słodkich Ameryki Północnej i Środkowej. 

## Systematyka
- Amiiformes – amiokształtne
- Lepisosteiformes – niszczukokształtne (klasyfikowane również jako Semionotiformes)